# Wyspa Heard
Wyspa Heard (ang. Heard Island) – bezludna wyspa położona w południowej części Oceanu Indyjskiego ok. 450 km na południowy wschód od Wysp Kerguelena. Od 1947 razem z Wyspami McDonalda i Shag należy do Australii jako terytorium zależne Wyspy Heard i McDonalda.

## Historia
Wyspa Heard została nazwana na cześć kapitana Johna Hearda, dowódcy statku Oriental, który odkrył ją 25 listopada 1853. Doniesienia o odkryciu w latach 30. XIX wieku są uważane za wątpliwe. Pomiędzy 1854 a 1877 rokiem na wyspę przypływali łowcy fok, głównie amerykańscy, którzy pozyskiwali foczy tłuszcz. Ponad 40 statków odbyło przeszło 100 wypraw na Heard, doprowadzając mirungi południowe (tzw. słonie morskie) z tej wyspy na skraj wyginięcia. Sporadyczne wizyty łowców fok i wielorybników miały miejsce jeszcze na początku XX wieku. Od tamtej pory na wyspę przypływają głównie naukowcy.

## Geografia i geologia
Ma ona powierzchnię 368 km². Wyspę w większości tworzy masyw Big Ben, stożek aktywnego wulkanu. Jego najwyższy szczyt to Mawson Peak (2745 m n.p.m.); jest to najwyższa góra w terytoriach należących do Australii (jest wyższa niż Góra Kościuszki na kontynencie). Drugi mniejszy stożek wulkaniczny tworzy półwysep Laurens, ze szczytem Mount Dixon (700 m n.p.m.). Prócz tego osady utworzyły kosę Elephant Spit po wschodniej stronie wyspy i przesmyk Nullarbor łączący wyspę z półwyspem Laurens. 70% wyspy pokrywają lodowce, a dalsze 2% stała pokrywa śnieżna. Lodowce wyspy Heard mają małą miąższość i są wrażliwe na zmiany klimatu. Od lat 40. XX wieku obszar pokryty przez lód skurczył się o 11%; podobny efekt jest obserwowany na Wyspach Kerguelena, odległych o ok. 400 km na północny zachód.
Wyspa jest jedną z niewielu wynurzonych części podwodnego Wyniesienia Kergueleńskiego, wulkanicznego płaskowyżu powstałego na zrębie mikrokontynentu około 90 milionów lat temu. Wyspa formowała się w trzech epizodach: początkowo powstały białe i różowe wapienie, skały osadowe odłożone pod powierzchnią morza; następnie utworzyła się tzw. formacja Drygalskiego, w której dominują skały wulkaniczne, w tym lawa poduszkowa i wreszcie (w ciągu ostatniego miliona lat) wulkanizm zbudował stożki tworzące większą część wyspy. Ostatnia erupcja wulkanu miała miejsce w styczniu 2016 roku.

## Przyroda
U wybrzeży swoje zimowisko mają drapieżne foki zwane lampartami morskimi. Na wyspie występuje endemiczny podgatunek pochwodzioba czarnodziobego (Chionis minor nasicornis) i  kormorana niebieskookiego (Phalacrocorax atriceps nivalis) oraz endemiczne bezkręgowce.